# Plegaderus fortesculptus
Plegaderus fortesculptus är en skalbaggsart som beskrevs av Edmund Reitter 1897. Plegaderus fortesculptus ingår i släktet Plegaderus och familjen stumpbaggar. Inga underarter finns listade i Catalogue of Life.